# Maria de Valois, Priora de Poissy
Maria de Valois ou Maria de França (em francês: Marie; Bosque de Vincennes, 24 de agosto de 1393 — Palais Royal, 19 de agosto] de 1438) era filha do rei Carlos VI de França e sua esposa, Isabel da Baviera. Ela era um membro da Casa de Valois e tornou-se uma freira.

## Vida
Maria nasceu no Bosque de Vincennes e foi a sexta dos doze filhos, oito deles, que viveu até a idade adulta.
Seu pai era conhecido por sofrer de uma doença mental hereditária. Isabel tinha destinado a filha à igreja, possivelmente porque ela viu a loucura de seu marido como um castigo de Deus.
Maria entrou no convento de Poissy em 8 de setembro de 1397, tendo os seus votos como freira em 26 de maio de 1408. Foi a única dos filhos que tiveram uma vida religiosa; o resto de seus irmãos sobreviventes se casaram.
Na época em que Maria entrou no convento a prioresa era sua tia-avó, Maria de Bourbon, que era a irmã da avó paterna da jovem Maria, Joana de Bourbon. Ela entrou no convento como companheira de outra Maria, a filha de Cristina de Pisano. Cristina descreveu uma visita a Poissy em 1400 em sua obra "Le Livre du Dit de Poissy", onde ela foi recebida "com alegria e ternura" pela prioresa Maria de Valois, de sete anos de idade. Cristina também descreveu seus alojamentos como condizentes com os de uma princesa real.
Maria mais tarde tornou-se priora do convento. Ela viveu o resto de sua vida aqui. Ela morreu de Peste negra em 19 de agosto de 1438 no Palais Royal, em Paris e foi enterrada no convento. O único de seus irmãos que sobreviveu a ela foi o rei Carlos VII.